# Řeřišničník Hallerův

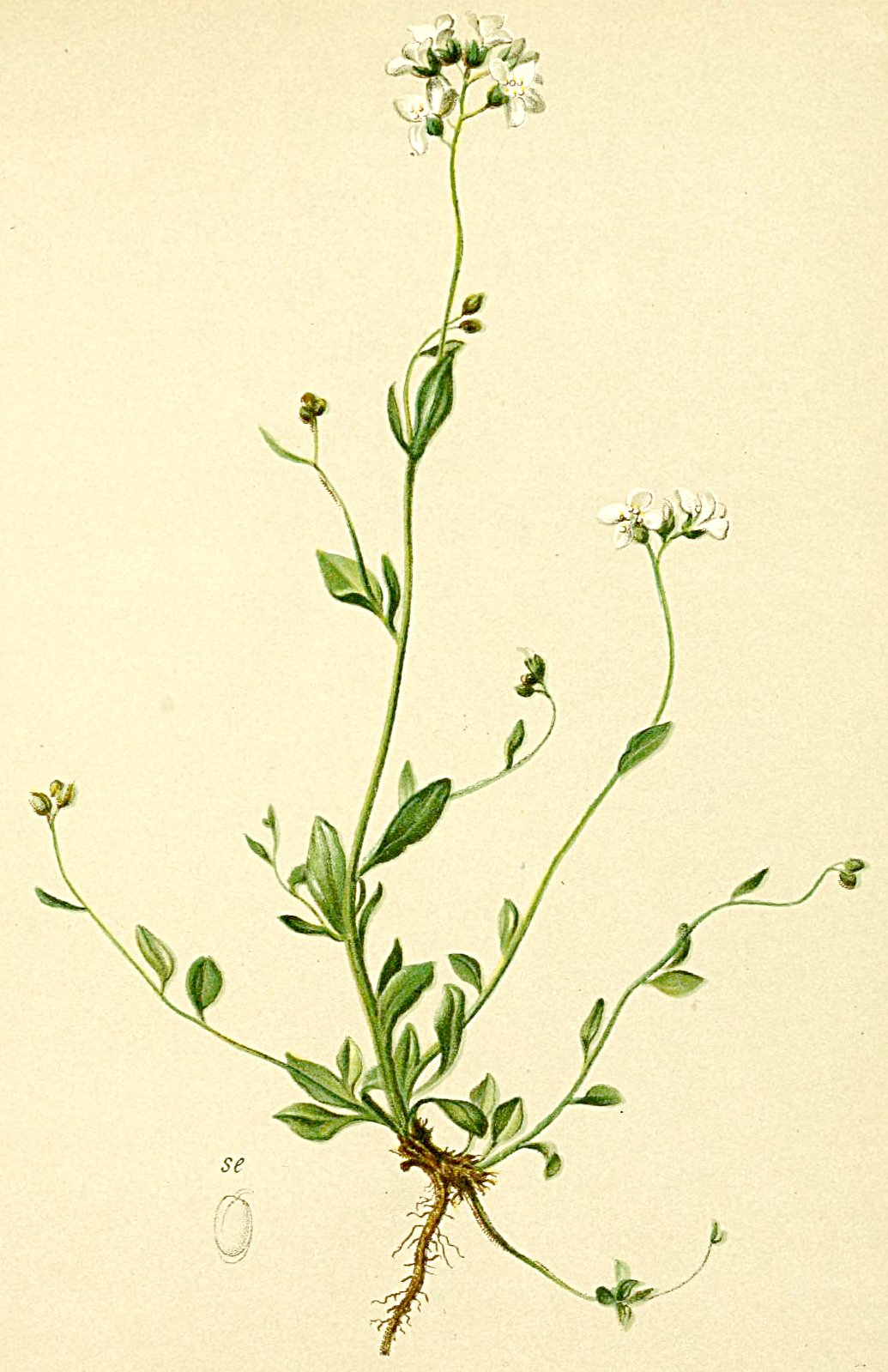
Zobrazení řeřišničníku Hallerova

Řeřišničník Hallerův (Cardaminopsis halleri) je nižší, vytrvalá, přirozeně vyrůstající bylina vyšších poloh, kvetoucí drobnými, bílými květy. Je jedním ze tří druhů rodu řeřišničník rostoucích v Česká republika, je původním druhem a vyskytuje se z nich nejhojněji.
Tento druh, společně s řeřišničníkem písečným a řeřišničníkem skalním, je některými botaniky nově zařazován do rodu huseníček (Arabidopsis).

## Rozšíření
Střediskem rozšíření tohoto převážně evropského druhu jsou hornaté oblasti ve Střední Evropě, v Západních i Východních Karpatech, Alpách, Apeninách a v pohořích Balkánu. Pravděpodobně druhotně se dostal na ruskou Sibiř a Dálný východ, stejně jako do Koreje, Japonska i na Tchaj-wan.
V české přírodě se vyskytuje hlavně v pohraničních horách na severu Čech a severozápadě Moravy, na Křivoklátské vrchovině a v Brdech. Roste také v úzkých údolích podél řek Vltavy, Sázavy, Lužnice, Otavy a dalších, Poměrně vzácný je na Šumavě a v Beskydech.

## Ekologie
Řeřišničník Hallerův preferuje kyselé půdy, roste na vlhkých loukách, travnatých stráních, prameništích, okolo potoků a cest, jakož i ve vlhkých, světlých, humózních lesích. Nejčastěji se vyskytuje v podhorských a horských oblastech, odkud místy sestupuje do nižších poloh. V menší nadmořské výšce se obvykle objevuje v kaňonech řek, kam se dostává následkem splavování semen z vyšších poloh.

## Popis
Vytrvalá bylina s tenkým, větveným kořenem a početnými nadzemními, z uzlin kořenícími výhonky, které jsou zakončeny listovou růžici. Z některých z nich rostou tenké, zprohýbané, přímé nebo vystoupavé lodyhy obvykle vysoké 20 až 40 cm, které jsou lysé nebo porostlé jednoduchými nebo vidličnatými chlupy. V růžici jsou listy s řapíkem asi 2 cm dlouhým, s celistvou čepelí, dlouhou 2 až 4,5 a širokou 1 až 1,5 cm. Čepel bývá okrouhle srdčitá nebo lyrovitě peřenoklaná se dvěma až čtyřmi a jedním koncovým úkrojkem, které jsou stejně chlupaté jako lodyha. Spodní lodyžní listy jsou krátce řapíkaté a horní téměř přisedlé, jejich čepele jsou dlouhé 1 až 2,5 a široké 0,5 až 1,5 cm, bývají vejčité až úzce eliptické a po obvodě mají dva nebo více hrubých zubů; směrem vzhůru se listy zmenšují.
Hroznovité květenství je vytvořeno z 15 až 20 bílých nebo narůžovělých čtyřčetných květů na asi 1 cm dlouhých odstávajících stopkách. Kališní lístky, velké asi 2 mm, jsou obvykle vejčité, lysé a jejich vnější pár je vydutý. Korunní lístky s nehty jsou obvejčité, velké 5 × 2,5 mm a bývají bílé nebo narůžovělé. Šest čtyřmocných tyčinek má bílé nitky a žluté prašníky, semeník má kulovitou bliznu. Rostlina kvete od května do července, květy jsou opylovány létajícím hmyzem.
Plod je rovná, mírně zploštělá, 10 až 20 mm dlouhá a 1 až 1,5 mm široká šešule na 1 cm dlouhé stopce. Mírně růžencovitě zaškrcovaná šešule obsahuje hladká, podlouhlá, světle hnědá semena asi 1 mm dlouhá s úzkým lemem. Ploidie druhu je 2n = 16. Své druhové jméno dostal řeřišničník podle švýcarského přírodovědce Albrechta von Hallera (1708 – 1777).

## Význam
Řeřišničník Hallerův je v současnosti rostlinou bez ekonomického významu. Je mu však přisuzována schopnost signalizovat svým výskytem přítomnost určitých rud nehluboko v podloží. Je jednou z mála rostlin, které dokážou vytahovat z půdy nežádoucí kovy, např. zinek a kadmium, které následně ukládá v listech. Teoreticky se dá rostliny použít k postupnému vyčištění kontaminovaného stanoviště, na podzim je však nutno opadané listy nasycené znečišťujícími látkami sesbírat.